# Гаглоев, Алан Эдуардович
Ала́н Эдуа́рдович Гагло́ев (осет. Гаглойты Эдуарды фырт Алан; род. 6 февраля 1981, Цхинвали) — юго-осетинский политик; президент частично признанной Южной Осетии (с 2022 года). Ранее — кандидат в президенты на выборах 2017 года.

## Биография
Родился 6 февраля 1981 года в г. Цхинвали.
В 1987 году начал учёбу в первом классе Цхинвальской средней общеобразовательной школы № 12. Позже перешёл в Цхинвальскую спецшколу «Элита», которую успешно окончил в 1997 году.
В 1997 году поступил на дневное отделение экономического факультета Юго-Осетинского государственного университета имени А. А. Тибилова по направлению «Финансы и кредит». Одновременно в том же году поступил на заочное отделение юридического факультета Юго-Осетинского государственного университета. В 2002 году окончил оба факультета.
В 2003 году окончил курсы повышения квалификации в городе Владикавказе по Президентской программе подготовки кадров в Российской Федерации.
В 2002 году был принят на работу в Министерство экономического развития Республики Южная Осетия на должность главного специалиста отдела поддержки малого и среднего предпринимательства и антимонопольной политики.
В 2004 году поступил на службу в Комитет государственной безопасности Республики Южная Осетия, где продолжал работать до 2022 года.
В 2017 году принимал участие в президентских выборах в качестве кандидата в президенты, в связи с чем успешно сдал экзамен на знание государственных языков.

## Президент Южной Осетии (с 2022)

### Участие в президентских выборах
В ходе первого тура президентских выборах 2022 года по предварительным данным ЦИК Южной Осетии набрал 36,9 % голосов избирателей, тем самым обойдя действующего президента страны.
Во втором туре набрал 59 % (действующий президент Бибилов набрал 37 %). Бибилов признал поражение на выборах, поздравил соперника и пожелал ему «успешной работы во благо народа».

### Президентская программа
Программа ориентирована на восстановление законности в республике. В плане внешней политики программа ориентирована на усиление интеграционных процессов с Северной Осетией и Россией. В части уголовной сферы это проведение реформы судебной системы, реорганизация правоохранительной системы, принятие Концепции национального развития и безопасности, создание органов местного самоуправления, справедливое расследование некоторых резонансных дел, обеспечение проведения честных выборов.
В военной сфере это принятие новой оборонной доктрины Республики Южная Осетия, реформирование Министерства обороны, широкое применение системы территориальной обороны на базе призыва резервистов на короткие сроки несения службы. Основной упор в экономической части программы сделан на возрождение сельского хозяйства, импортозамещения, продовольственной безопасности. Также большое внимание в программе уделено здравоохранению и образованию.

### Внутренняя и внешняя политика
Продолжая предвыборную кампанию, Алан Гаглоев посетил муниципалитет Ленингор, в котором проживает значительное количество грузин, и призвал поддержать разрешение жителей на более свободный выезд в Грузию. Ранее это было невозможно без медицинской документации и ещё более усложнилось из-за пандемии COVID-19. После вступления в должность Гаглоев подвергся критике со стороны ведущего новостей Сергея Карнаухова за отклонение референдума о присоединении к России, а также за поддержку облегчения поездки в Грузию, обвинив его в том, что он является американским и грузинским активом. Правительства Грузии и Южной Осетии опровергли эти утверждения. Начиная с августа 2022 года Южная Осетия объявила об открытии пунктов пропуска с Грузией.

После своего избрания Алан Гаглоев 24 мая 2022 года был приведён к присяге в качестве нового президента. Он заявил, что главной задачей его президентства во внутренней политике будут шаги по улучшению экономики. В феврале 2023 года Зита Бесаева была избрана вместо него на посту лидера партии «Ныхас».

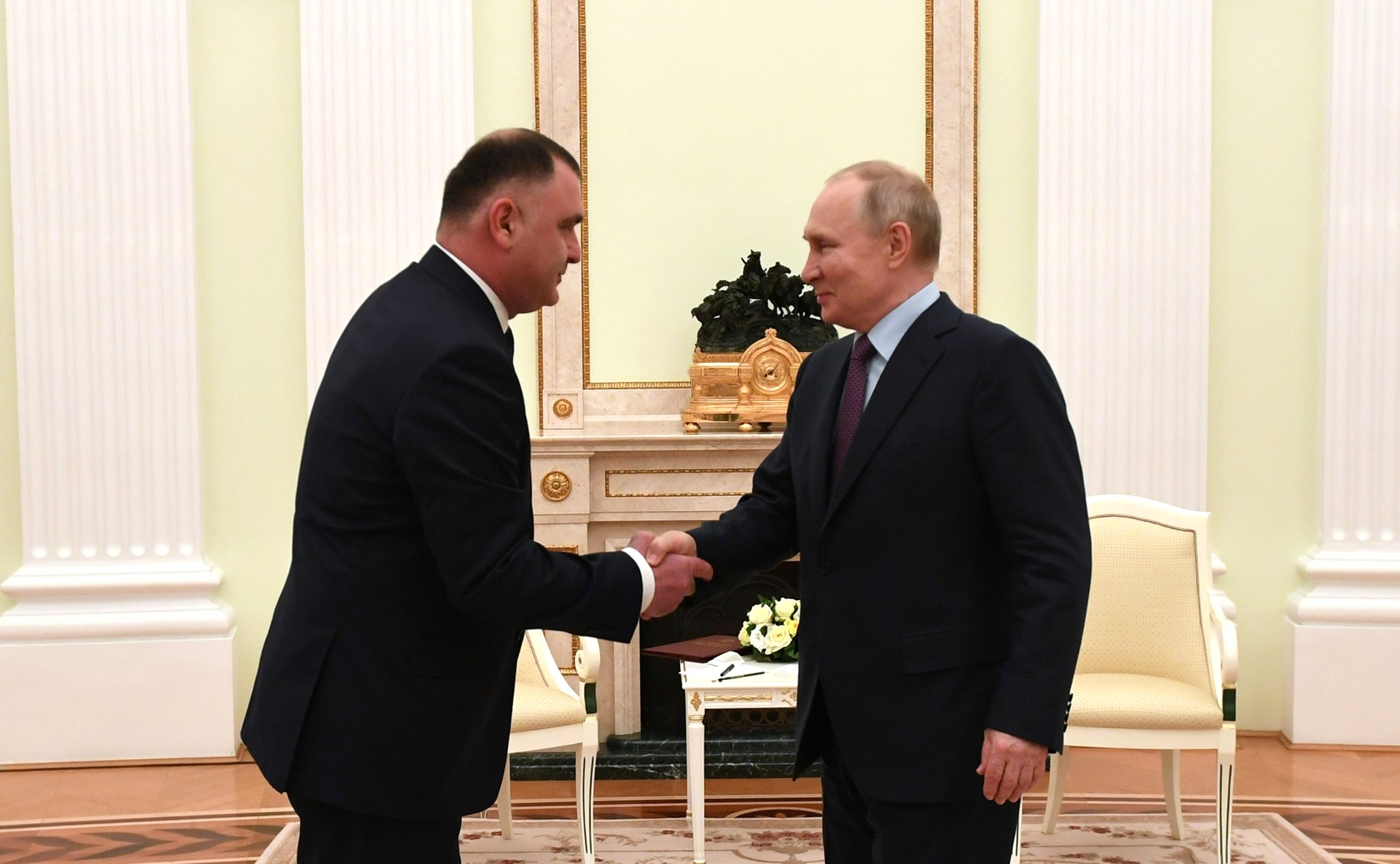
Встреча с Владимиром Путиным. Москва,
15 марта 2023 года

Различные обозреватели сочли, что Алан Гаглоев не очень поддерживает проведение референдума о присоединении к России. Президент Южной Осетии заявил, что Россия всё ещё занята другими вопросами в связи с вторжением России на Украину в 2022 году. 24 мая 2022 года пресс-секретарь президента РФ Дмитрий Песков отметил, что в отношении референдума «никаких шагов в данном случае с российской стороны и в этой связи не предпринималось и не планируется». 30 мая Гаглоев приостановил указ бывшего главы Южной Осетии Анатолия Бибилова о назначении на 17 июля референдума, на котором должен был обсуждаться вопрос о присоединении республики к России, до завершения консультаций с Россией.
12 августа 2022 года Гаглоев уволил министра обороны Южной Осетии Владимира Пухаева в связи с инцидентом 23 июля, когда военнослужащие министра обороны в масках нападали на мирных жителей в различных точках региона. После этих событий президент утвердил свою «высшую власть» над вооружёнными силами.

## Семья
- Отец — Гаглоев Эдуард Николаевич, работал на промышленных предприятиях республики, в том числе на Мехзаводе и ЮОПХБИ.
- Мать — Тибилова Залина Владимировна, работала на швейной фабрике и предприятиях сферы общественного питания.
- Брат — Александр Эдуардович.
- Жена — Валиева Ирина Шотаевна
  - Дочь — Анна (род. 2004)
  - Сын — Эдуард (род. 2011)

## Награды
- Медаль «100 лет образования Чеченской Республики» (Россия, 16 мая 2023) — за значительный вклад в развитие и укрепление всесторонних дружественных отношений между Чеченской Республикой и Республикой Южная Осетия[22]